# Dragoljub Jovanović
Dragoljub Jovanović (Pirot, 8 aprile 1895 – Belgrado, 23 maggio 1977) è stato un politico e docente universitario jugoslavo.
La sua lotta politica tendeva all'allargamento della democrazia alla sfera sociale ed economica, concentrandosi sulla battaglia per la libertà di stampa, criticando pubblicamente le tendenze antidemocratiche della Jugoslavia di Tito. Pur sostenendo la collaborazione con l'URSS, sottolineava la necessità di una cooperazione più ampia anche con altre potenze.
La sua azione pubblica venne dunque considerata d'ostacolo nella fondazione del pieno monopolio del potere comunista e del regime dello Stato-Partito. Condannato nel 1947 a nove anni di carcere duro, venne liberato nel 1955. Continuò allora a scrivere, prevalentemente ricordi, e poté diffondere la sua opera soltanto attraverso il samizdat.